# Harrogate
Harrogate este un oraș și un district nemetropolitan în Regatul Unit, în comitatul North Yorkshire, regiunea Yorkshire and the Humber, Anglia. Districtul are o populație de 157.800 locuitori, din care 85.128 locuiesc în orașul propriu zis Harrogate.

## Orașe din cadrul districtului
- Harrogate
- Knaresborough
- Ripon

## Personalități
- H. L. A. Hart (1907–1992), filosof al dreptului
- Jonathan Riley-Smith (1938–2016), istoric
- Mik Kaminski (n. 1951), violonist